# توف لاي
توف لاي (بالإنجليزية: Tove Lie)‏ (1942 - 2000)؛ كاتِبة وشاعرة نرويجية.